# Morenilla
Morenilla è un comune spagnolo di 45 abitanti situato nella comunità autonoma di Castiglia-La Mancia.